# Batalla de Masakanah
La batalla de Masakanah fue una operación militar dirigida por el Ejército árabe Sirio (SAA), dentro de la Guerra Civil Siria por la campiña de Alepo tras la Segunda Batalla de Hama. La batalla terminó con la liberación de toda la provincia de Alepo de la presencia de Estado Islámico y la captura de la ciudad histórica de Rusafa, aunque el resultado puede considerarse mixto ya que debido al retraso por la defensa de Hama en primavera las Fuerzas Democráticas Sirias se hicieron con el control del área de Taqba y el sur de Raqqa impidiendo que las SAA tuvieran alguna participación en la Batalla de Raqqa. 
La batalla comenzó el 8 de mayo de 2017 con el reinicio de las operaciones en el norte de la base Jirah y terminó oficialmente el 4 de junio del mismo año con la captura de la ciudad de Masakanah y sus alrededores llegando a la línea fronteriza con las SDF. Según datos oficiales como resultado de la batalla, el ejército sirio restableció la seguridad en 22 localidades, pueblos y granjas en el campo este de Alepo, y causaron la muerte de más de 1200 milicianos y decenas de heridos, así como la destrucción de 101 vehículos, cuatro tanques y dos vehículos BMP, siete morteros y 12 centros de mando.

## Desarrollo
El 8 de mayo, las SAA anuncian la movilización de las Fuerzas Tigre al norte de Alepo, para reiniciar la operación en dirección a Tabqa y Raqa. Realizando bombardeos en los poblados donde fueron detenidos antes de la batalla de Hama. El 10 de mayo capturaron Al Mahdoum al oeste de la base de Jirah y el aeropuertos de al Jarrah. Como respuesta Daesh lanzó un ataque a la carretera de Khasnaser y alrededor de Jirah. El 12 de mayo las SAA lograron liberar la base de Jirah tras varios días de asedio. Los días posteriores el ejército sirio avanzó en una columna rígida para embolzar a Daesh contra el Éufrates en el este y la laguna de Jabbur en el oeste.
El avance oficialista fue constante pero lento hasta el 23 de mayo cuando tomaron la fábrica de azúcar en Tal al Hamra, con lo que, las defensas de Daesh colapsaron, replegándose hacia Maskanah. El 27 de mayo las SAA aplastaron las defensas occidentales de Daesh en el lago Jabbur tomando 11 poblados. En el sur de Maskanah las fuerzas Tigre avanzaron tomando al Bouduna y Qari, llegando a la estación de tren. El 29 de mayo las SAA controlaron toda la rivera del Éufrates al norte de Masakanah.
El 1 de junio las SAA comienzan a cerrar el cerco desde el sur de la ciudad tomando los silos y las aldeas al sur. El día siguiente, las defensas de Estado islámico del suroeste de Maskanah colapsaron, por lo que, Daesh se lanza en retirada total hacia Ithriya y Khanaser. Las tropas restantes de EI en el este se repliegan en Maskana, por la tarde y noche las SAA sitian por  la ciudad. El 3 de junio las tropas del ejército entran Maskanah y Daesh anuncia la rendición de la ciudad.

## Campaña

### Captura de la base de Jirah
El 8 de mayo las SAA anuncian la movilización de las Fuerzas Tigre al norte de la Gobernación de Alepo, para reiniciar la operación en dirección a Tabqa y Raqqa. Las SyAF y la RuAF realizan bombardeos en las posiciones donde fue detenido el avance, antes de la Segunda batalla de Hama. El 10 de mayo capturan Al Mahdoum al oeste de la base. El 11 y 12 de mayo Daesh lanzó un ataque a la carretera de Khasnaser y alrededor de Jirah, cortando el avance de las SAA, aunque fueron repelidos al anochecer.
El 12 de mayo las SAA capturan la base de Jirah, Estado Islámico intentó contraatacar al siguiente día. El 13 de mayo las SAA tras repeler a Daesh capturan la colina de al Maliqi al sur de Jirah.

### Captura de Masakanah
El 14 de mayo dos grupos de Daesh pelean entre sí en Maskana, la mayoría fueron ejecutados o hechos prisioneros.
El 16 de mayo las SAA reinician la ofensiva capturando al-Mahdoum, Tall Hasan, Bayloneh y Jarrah Sagir al occidente de Jirah. Al día siguiente liberan también Nafi'iyah, Atir, Mazyounat al-Humur, Jubb al Alii, Al-Drubeih Al-Kabera y Jarrah Kabir, al sur de Jirah. El 18 de mayo Qawas y al Hamra. El 21 de mayo Tell Faḑḑah cerca de Khirbat Hajj Abidan, Samajilia y Kaziat. El 22 de mayo Tal al Hamra y la fábrica de azúcar.
El 23 de mayo Daesh se repliega a Maskanah dejando Al Mazran, Al Kanawiyah, Al Hamam al Gharbi, Muhsinah y Jamiliya. El 24 de mayo continúa el repliegue de Daesh perdiendo Batushi, Salhiya, Jabab Masoud Kabir, Jabab Masoud Sagghir y Shamriya. El 25 de mayo las SAA alcanzan los límites de Maskanah retomando Kharbet Khazraf y Al-Boaajouz; mientras tanto tratan de cercar la ciudad rodeándola por sur tomando Kar'iya. El 26 de mayo llegan al norte de Maskana tomando al Sukaryea.
El 27 de mayo las SAA aplastan las defensas occidentales de Daesh en el lago Jabbur tomando 11 poblados: Mawalih Sughir, Mawalih Kabir, Mustarihat, Butushiya, Ramadaniya, Tausa, Kherbet Al Dhyb, Kherbet Hassan, Shehaya, Al Eub, Wadi Al Mawalih. En el sur de Maskana las fuerzas Tigre avanzan tomando al Bouduna y Qari, llegando a la estación de tren.
El 29 de mayo las SAA controlan la rivera del Éufrates al norte de Maskana tomando Wadha, Al-Hayet, también avanzan al oeste tomando Al Mazhara y Khirbet al Sawdat. El 30 de mayo toman Al Ulwa العلوة al norte de Maskana, llegando a los exteriores de la ciudad.
El 31 de mayo las SAA liberan el poblado de Al Far al suroeste de Maskanah.
El 1 de junio las SAA controlan las villas de Jidiet Kabir y Jidiet Saghir al sur de Maskana, tomando los cilos al sur de la ciudad.
El 2 de junio las SAA despedazan las defensas del suroeste de Maskanah, Daesh se lanza en retirada hacia Ithriya y Khanaser dejando al Namia, al Hamra, Al Faysaliya, Ramadaniya, Masudiya, Jebab al Hamam-Jebab aysaylan, Khaliat, al Sawaniat, Al Aysalan, Jisr Faysal, Jisr Kwas, Al Humre-al Mazzat, Al Wasitat, Al Hamidiat, Al Tina and Kwas Las tropas restantes de EI se repliegan en Maskana, por la tarde las SAA sitian la ciudad al cortar la carretera por el sur, al capturar Duwayrinah, al-Balisiyah, Um Hajara, Murtada al-Qadima, al-Sharidah, Al Kalata, Umm al-Man, Al-Mawaniyah, Al-Fakha y Khirbat al-Fakha, en la noche el sitio se completa al tomar Rasm al-Ghazal en el norte.
El 3 de junio las SAA lanzan un ataque desde Khanaser controlando al-Tuwaihina. Las SAA toman la estación de bombeo al norte de Maskanah, para la tarde las SAA entran en la ciudad y en la noche Daesh anuncia la rendición de la ciudad.